# 吉村公太朗
吉村 公太朗（よしむら こうたろう、1993年12月11日 - ）は、日本の元ラグビーユニオン選手。

## プロフィール
- 広島県広島市出身。
- ポジションはプロップ(PR)。
- 身長 186cm、体重 112kg
- ニックネームはヨシム、コータロー、ムー。
- U17中国代表に選ばれたことがある[1]。

## 略歴
中学校からラグビーを始めた。
2012年、崇徳高校卒業後、法政大学に入学した。なお崇徳高校時代、高校日本代表候補に選ばれたことがある。
2015年、法政大学ラグビー部主将に就任した。
2016年、法政大学卒業後、リコーブラックラムズに加入。
2020年2月15日にジャパンラグビートップリーグ第5節神戸製鋼コベルコスティーラーズ戦に途中出場で公式戦初出場を果たす。同年、現役を引退した。